# Игор Сергун
Игор Дмитриевич Сергун (на руски: Игорь Дмитриевич Сергун) e руски военачалник. Началник на Главното управление на Генералния щаб на въоръжените сили на Руската федерация – заместник-началник на Генералния щаб на въоръжените сили на Руската федерация (26 декември 2011 – 3 януари 2016). През 2015 г. получава званието генерал-полковник, а през 2016 г. – отличието „Герой на Руската федерация“.

## Биография
Игор Сергун е роден на 28 март 1957 г. в град Подолск, Московска област, РСФСР, СССР. Завършил е Московското суворовско военно училище, Московското висше общовойсково командно училище на името на Върховния съвет на РСФСР, Военната академия на Съветската армия, Военната академия на Генералния щаб на въоръжените сили на Руската федерация. От 1973 г. е във въоръжените сили на СССР.
Според информация от руски официални източници той почива внезапно на 3 януари 2016 г. на 59-годишна възраст в къщата за отдих „Москвич“ на Федерална служба за сигурност в Московска област след масивен инфаркт.